# Femeie nud culcată
Femeie nud culcată (în franceză Femme nue couchée) este un tablou realizat în 1862 al pictorului realist francez Gustave Courbet. Acesta înfățișează o tânără femeie brunetă întinsă pe o canapea, purtând doar o pereche de pantofi și ciorapi. În spatele ei, perdele roșii parțial trase dezvăluie un cer acoperit de nori văzut printr-o fereastră închisă. Lucrarea este probabil influențată de lucrarea La maja desnuda a lui Goya.
Tabloul a fost deținut inițial de Alexandre Berthier și mai târziu de Marcell Nemes. În 1913, a fost cumpărată de colecționarul maghiar Ferenc Hatvany. La un moment dat, acesta a pictat o copie a tabloului și, ca o glumă, a trimis-o pentru a fi expusă ca original la o expoziție de pictură franceză din Belgrad în 1939. Împreună cu restul colecției lui Hatvany, tabloul a fost jefuit din seiful unei bănci din Budapesta în timpul cuceririi orașului de către sovietici în 1945, în timpul celui de-al Doilea Război Mondial. După ce a fost văzut pentru scurt timp atașat de prelata unui vehicul militar sovietic pe Dealul Castelului Buda, tabloul părea să fi dispărut fără urmă.
A reapărut din nou în 2000 și 2003, când a fost oferit spre vânzare mai întâi Muzeului de Arte Frumoase și apoi Comisiei pentru Recuperarea Artei (CAR) de către un slovac care pretindea că este anticar, dar care, în ochii interlocutorilor săi, părea să fie implicat în crima organizată slovacă. Negustorul a prezentat o declarație sub jurământ, considerată fiabilă de către CAR, în care se afirma că tabloul a fost oferit de soldații sovietici unui medic dintr-un sat de lângă Bratislava în schimbul tratamentului medical acordat de acesta unui soldat rănit. O inspecție a tiparului de crăpături a tabloului a stabilit că acesta era într-adevăr originalul și nu copia lui Hatvany.
După cinci ani de negocieri, implicarea Interpolului și dispute diplomatice între SUA și guvernul slovac, CAR a reușit să achiziționeze tabloul pentru moștenitorii lui Hatvany, în schimbul unei recompense de 300.000 de dolari. Tabloul a fost prezentat publicului pentru prima dată din anii 1930, în cadrul unei expoziții Courbet din 2007 la Grand Palais din Paris. Tabloul a fost vândut la licitație la 9 noiembrie 2015 pentru 15,3 milioane de dolari, de patru ori mai mult decât recordul anterior de licitație pentru un tablou de Courbet.